# Pra delle Nasse
Pra delle Nasse este o arie protejată (arie specială de conservare — SAC, sit de importanță comunitară — SCI) din Italia întinsă pe o suprafață de 8,08 ha, integral pe uscat.

## Localizare
Centrul sitului Pra delle Nasse este situat la coordonatele 46°15′51″N 11°47′26″E / 46.2642°N 11.79057°E.

## Înființare
Situl Pra delle Nasse a fost declarat sit de importanță comunitară în iunie 1995 pentru a proteja 6 specii de animale. Situl a fost protejat și ca arie specială de conservare în martie 2014.

## Biodiversitate
Situată în ecoregiunea alpină, aria protejată conține 6 habitate naturale: Mlaștini turboase de tranziție și turbării mișcătoare, Mlaștini împădurite, Depresiuni pe substraturi de turbă de Rhynchosporion, Turbării active, Păduri aluvionare cu Alnus glutinosa și Fraxinus excelsior (Alno-Padion, Alnion incanae, Salicion albae), Păduri acidofile de Picea de la nivel montan la nivel alpin (Vaccinio-Piceetea).
La baza desemnării sitului se află mai multe specii protejate:
- păsări (5): uliu păsărar (Accipiter nisus), minunița (Aegolius funereus), fâsă de pădure (Anthus trivialis), ciuvică (Glaucidium passerinum), silvie-mică (Sylvia curruca)
- nevertebrate (1): Austropotamobius pallipes

Pe lângă speciile protejate, pe teritoriul sitului au mai fost identificate 19 specii de plante, 1 specie de păsări, 2 specii de amfibieni, 6 specii de mamifere, 2 specii de nevertebrate, 2 specii de reptile.